# Campoplex horstmanniator
Campoplex horstmanniator är en stekelart som beskrevs av Aubert 1977. Campoplex horstmanniator ingår i släktet Campoplex och familjen brokparasitsteklar. Inga underarter finns listade.